# Kelly Rowland
Kelendria Trene Rowland (Atlanta, Georgia, 11 de febrero de 1981), más conocida como Kelly Rowland, es una cantante, compositora, productora, bailarina y actriz estadounidense, ganadora de cinco Premios Grammy.
Saltó a la fama a finales de los años 90 como una de las integrantes de Destiny's Child (nombrada en 2005 como una de las bandas femeninas que más ha vendido de todos los tiempos de acuerdo con World Music Awards y SonyBMG). Sus ventas como solista se calculan alrededor de los 66 millones de álbumes en todo el mundo. En 2002, durante el descanso temporal del grupo, Rowland colaboró con el rapero Nelly en el sencillo «Dilemma», que se posicionó número uno en las listas de éxito mundiales y lanzó su primer álbum como solista, Simply Deep, con influencias pop y rock. El disco vendió alrededor de 4 millones de copias en todo el mundo y logró obtener tres exitosos sencillos, «Dilemma» junto a Nelly, «Stole», «Can't Nobody» y «Train on a track» de la película Maid in Manhattan. Tras la definitiva disolución de Destiny's Child en el año 2005, publicó después de varios atrasos su segundo álbum de estudio, Ms. Kelly en 2007. Un éxito moderado en las listas, que dio lugar a los sencillos «Like This» y «Work», y fue relanzado al año siguiente con el tema «Daylight». En 2009, se anotó otro número uno con su contribución junto al disc jockey francés David Guetta en el sencillo «When Love Takes Over» ganando el éxito en todo el mundo, vendiendo más de 5,5 millones de copias en todo el mundo. además de «Commander» en 2010. El 2 de marzo de 2011 lanzó un nuevo sencillo titulado «Motivation» junto al rapero Lil Wayne que alcanzó la primera casilla en la lista de éxito  Hip-Hop en Estados Unidos.  Ese año también grabó una remezcla de «What A Feeling" junto con el disc jockey italiano Alex Gaudino. El 26 de julio de 2011 salió al mercado su álbum Here I Am y destacó el sencillo «Keep It Between Us».
En 2002, Kelly decidió probar en el cine y la televisión como actriz invitada en series como The Hughleys y Girlfriends, y fue protagonista en las películas Freddy vs Jason (2003) y The Seat Filler (2004). En 2009 fue presentadora del programa televisivo The Fashion Show, de la cadena Bravo, junto a Isaac Mizrahi. Por su papel de juez y mentor en The X Factor (RU), en 2011, ganó dos importantes reconocimientos televisivos.

## Biografía

### 1990: Sus inicios yDestiny's Child
La carrera musical de Rowland se remonta a finales de los 90 y principios de los 2000, cuando junto a Beyoncé, formaron el grupo Gyrls Time, integrado también por LaTavia Roberson y LeToya Luckett. Luego de participar en muchos concursos de canto y de perder su contrato con Electra Records, la banda decidió renovarse y formar el grupo Destiny's Child.
Tras firmar en 1998 un contrato con Columbia Records, el cuarteto lanzó su primer álbum, Destiny's Child, con el que se hicieron conocidas por su primer sencillo «No, No, No Part. II», en colaboración con Wyclef Jean. En 1999 el grupo lanzó su segunda placa discográfica, The Writings On The Wall, la cual contenía grandes éxitos como «Bills, Bills, Bills»; «Bug a Boo» y el famoso «Say my Name». Tras una serie de problemas con el mánager del grupo, Matthew Knowles (padre de Beyoncé), LaTavia y LeToya terminaron fuera del grupo para el año 2000, con lo cual ingresaron en su reemplazo Michelle Williams y Farrah Franklin —esta última salió a los cinco meses de la banda, lo que causó que el grupo terminara en trío—.
La banda alcanzó su punto máximo de fama en el 2000 y ese año interpretó la canción oficial de la banda sonora de la película Los Ángeles de Charlie; titulada «Independent Women Part. 1», y que fue número uno por once semanas consecutivas en la lista Billboard Hot 100. Para el 2001, el trío lanzó su tercer álbum titulado Survivor, del cual destacan los temas «Survivor» y «Bootylicious».

### 2002-2005:Simply Deepy carrera en solitario

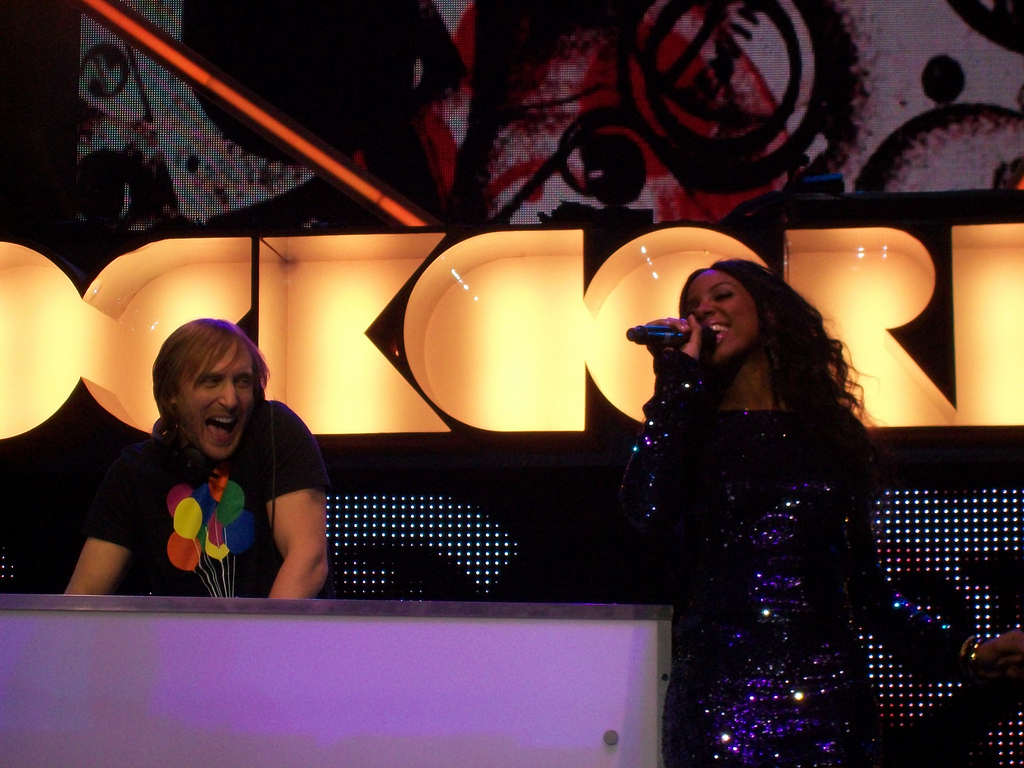
Rowland con David Guetta en Londres en 2009.

La carrera en solitario de Kelly Rowland comenzó en 2002 durante el receso que se tomó Destiny's Child como grupo. Su primer álbum como solista fue Simply Deep, que contiene éxitos como «Dilemma» y «Stole». El álbum vendió más de tres millones de copias en todo el mundo.
En 2004 la banda Destiny's Child se vuelve a reunir para lanzar su último álbum de estudio como grupo, titulado «Destiny Fulfilled», también para realizar su gira de despedida y publicar en 2005 su álbum de grandes éxitos. En este periodo Rowland decidió lanzar un segundo álbum en solitario, titulado «Ms. Kelly», el cual debutó en la sexta casilla de Billboard 200 en su primera semana y hasta la fecha ha vendido un estimado de dos millones de copias.

### 2006-2010:When Love Takes Over
En marzo de 2008 abandona Columbia Records y a su mánager hasta entonces, el padre de su prima Beyoncé, Matthew Knowles. Es así que decide buscar su propio camino y se reúne con el disc jockey francés David Guetta, con quien lanza el sencillo «When Love Takes Over» en abril de 2009. La canción se publicó en el álbum de Guetta «One Love» y el tema ganó un Grammy en el 2010. En ese año decide que es hora de lanzar un nuevo álbum como solista y como adelanto de este lanza el sencillo «Commander» en colaboración nuevamente con David Guetta. En los Estados Unidos publica dos sencillos como avance de su próximo disco, «Rose Colored Glasses» para radios pop y «Grown Woman» para radios urbanas. El 27 de septiembre, lanza oficialmente en Reino Unido su segundo sencillo «Forever and a Day» del disco Here I Am.

### 2011:Here I Am
El tercer álbum solista de la cantante, Here I Am, salió al venta 26 de julio de 2011. El álbum incluye los temas «Commander», «Forever And A Day» y «Take Everything» en colaboración con Pitbull. El 5 de abril de 2011 lanzó el video del sencillo «Motivation» junto al rapero Lil Wayne, el sencillo se posicionó en el número uno de la lista Billboard de Hip Hop. La canción fue nominada a los premios American Awards 2011 y a los Grammy Awards 2012. También publicó el sencillo «Lay It On Me». Aunque este se puede considerar como un CD  que no fue muy promocionado en USA, en compensacion Le fue bastante Bien y directamente fue un suceso de ventas varios países de Europa.
El 30 de mayo de 2011 se anunció que Kelly Rowland junto a Gary Barlow y Tulisa Contostavlos remplazarían a los jueces de la versión inglesa de X-Factor, Simon Cowell, Dannii Minogue y Cheryl Cole.

### 2013-presente:Talk A Good Game
Su cuarto álbum solista, Talk a Good Gane, salió al venta 14 de junio de 2013. Como primer sencillo se lanzó el tema "Kisses Down Low" que se ubicó de inmediato en el primer lugar de US Billboard Hot R&B/Hip-Hop Songs. Luego, El cd  consagraría su éxito y abriría la polémica con el segundo sencillo titulado "Dirty Laundry". Kelly se atrevía a tocar temas sensibles como las relaciones abusivas o tóxicas, de las que ella misma hizo parte hasta que encontró el valor de salir de ello. La disquera lista para lanzar un 3.er sencillo ("Down on Love" y "Red Wine" fueron las canciones que estaban siendo consideradas para cerrar la era, incluyendo el videoclip ) y con un Tour ya planeado, Kelly tuvo que cancelar esos planes para cumplir con previos compomisos como juez del programa X Factor. Este álbum puede considerarse el más exitoso de su carrera en USA hasta la fecha.

## Vida personal

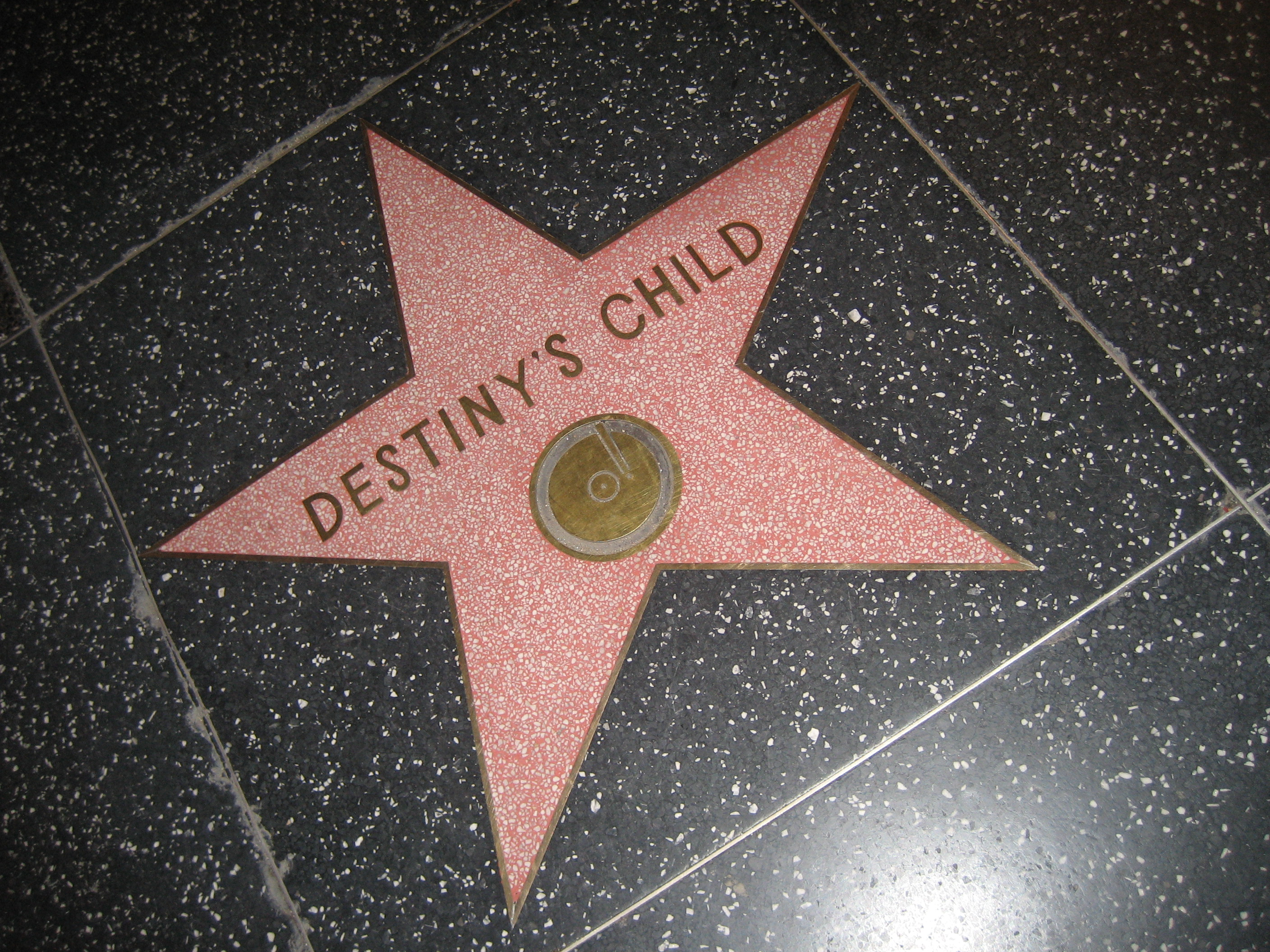
Estrella del grupo Destiny's Child en la Paseo de la Fama de Hollywood.

En 2014, contrajo matrimonio con Tim Weatherspoon, y en junio del mismo año, anunció su embarazo.
El 4 de noviembre de 2014 dio a luz a su primer hijo, Titan Jewell. El 7 de octubre de 2020 confirmó que esperaba su segundo hijo. El 21 de enero de 2021, Rowland dio a luz a su segundo hijo, Noah Jon Weatherspoon.

## Discografía
- Simply Deep (2002)
- Ms. Kelly (2007)
- Here I Am (2011)
- Talk a Good Game (2013)

### Giras
- 2003: Simply Deeper European Tour
- 2008: Ms. Kelly Tour
- 2010: Supafest '10
- 2011: F.A.M.E. Tour
- 2012: Supafest '12

## Videografía

### DVD
- 2007: BET Presents Kelly Rowland
- 2011: Sexy Abs with Kelly Rowland

### Videoclip
| Título                          | Año  | Director                 | Artista                                    |
| ------------------------------- | ---- | ------------------------ | ------------------------------------------ |
| "Separated (Remix)"             | 2000 | J. Jesses Smith          | Avant (feat. Kelly Rowland)                |
| "Dilemma"                       | 2002 | Benny Boom               | Nelly & Kelly Rowland                      |
| "Stole"                         | 2002 | Sanaa Hamri              | Kelly Rowland                              |
| "Can't Nobody"                  | 2003 | Benny Boom               | Kelly Rowland                              |
| "Train on a Track"              | 2003 | Antti Jokinen            | Kelly Rowland                              |
| "Here We Go"                    | 2005 | Nick Quested             | Trina (feat. Kelly Rowland)                |
| "Get Me Bodied"                 | 2007 | Anthony Mandler, Beyoncé | Beyoncé (guest appearance)                 |
| "Like This"                     | 2007 | Mike Ruiz                | Kelly Rowland (feat. Eve)                  |
| "Ghetto"                        | 2007 | Andrew Gura              | Kelly Rowland (feat. Snoop Dogg)           |
| "Comeback"                      | 2007 | Philip Andelman          | Kelly Rowland                              |
| "Work"                          | 2007 | Philip Andelman          | Kelly Rowland                              |
| "Daylight"                      | 2007 | Jeremy Rall              | Kelly Rowland (feat. Travis McCoy)         |
| "No Future in the Past"         | 2008 | Thierry Vergnes          | Nâdiya (& Kelly Rowland)                   |
| "No Substitute Love"            | 2008 | Jake McAfee              | Estelle (guest appearance)                 |
| "Breathe Gentle"                | 2009 | Gaetano Morbioli         | Tiziano Ferro (feat. Kelly Rowland)        |
| "When Love Takes Over"          | 2009 | Jonas Åkerlund           | David Guetta &h Kelly Rowland              |
| "Baby by Me"                    | 2009 | Chris Robinson           | 50 Cent (feat. Ne-Yo) (guest appearance)   |
| "We Are The World 25 for Haiti" | 2010 | Paul Haggis              | Vari artisti (guest appearance)            |
| "Everywhere You Go"             | 2010 | Andrew Wessels           | Kelly Rowland (& Rhythm of Africa)         |
| "Commander"                     | 2010 | Masashi Muto             | Kelly Rowland (feat. David Guetta)         |
| "Rose Colored Glasses"          | 2010 | John "Rankin" Wadell     | Kelly Rowland                              |
| "Forever and a Day"             | 2010 | Sarah Chatfield          | Kelly Rowland                              |
| "Invincible"                    | 2010 | Josh Kasselman           | Tinie Tempah (feat. Kelly Rowland)         |
| "Gone"                          | 2011 | Marc Klasfeld            | Nelly (feat. Kelly Rowland)                |
| "Motivation"                    | 2011 | Sarah Chatfield          | Kelly Rowland (feat. Lil Wayne)            |
| "What a Feeling"                | 2011 | Frank Gatson             | Alex Gaudino & Kelly Rowland               |
| "Favor"                         | 2011 | Juwan Lee                | Lonny Bereal (feat. Kelly Rowland)         |
| "Lay It on Me"                  | 2011 | Sarah Chatfield          | Kelly Rowland (feat. Big Sean)             |
| "Down for Whatever"             | 2011 | Sarah Chatfield          | Kelly Rowland (feat. The WAV.s)            |
| "Boo Thang"                     | 2011 | Gil Green                | Verse Simmonds (feat. Kelly Rowland)       |
| "Party"                         | 2011 | Alan Ferguson            | Beyoncé (feat. J. Cole) (guest appearance) |
| "Keep It Between Us"            | 2012 | David Dang               | Kelly Rowland                              |
| "Heart Attack "                 | 2012 | Benni Boom               | Trey Songz (guest appearance)              |
| "Summer Dreaming"               | 2012 | Annick Wolfers           | Kelly Rowland                              |
| "How Deep Is Your Love"         | 2012 | Juwan Lee                | Sean Paul feat. Kelly Rowland              |
| "Representin"                   | 2012 | Christopher Sims         | Ludacris feat. Kelly Rowland               |
| "Mama Told Me"                  | 2012 | Syndrome                 | Big Boi feat. Kelly Rowland                |
| "Ice"                           | 2012 | Mathew Rolston           | Kelly Rowland feat. Lil Wayne              |
| "Neva End (Remix)"              | 2012 | Eric White               | Future feat. Kelly Rowland                 |
| "Make Love to Me"               | 2013 | Frank Gatson             | Luke James (guest appearance)              |

## Premios y nominaciones
American Music Awards
| Año  | Categoría     | Grabación                   | Resultados |
| ---- | ------------- | --------------------------- | ---------- |
| 2011 | Kelly Rowland | Best R&B/Soul Female Artist | Nominada   |

ASCAP Women Behind the Music Awards
| Año  | Categoría     | Grabación                               | Resultados |
| ---- | ------------- | --------------------------------------- | ---------- |
| 2009 | Kelly Rowland | Outstanding Women in the Music Industry | Ganadora   |

Billboard Music Awards
| Año  | Categoría    | Grabación    | Resultados |
| ---- | ------------ | ------------ | ---------- |
| 2012 | "Motivation" | Top R&B Song | Ganadora   |

Billboard R&B/Hip Hop Awards
| Año  | Categoría | Grabación                 | Resultados |
| ---- | --------- | ------------------------- | ---------- |
| 2003 | "Dilemma" | Hot Rap Track of The Year | Ganadora   |

Capital FM Awards
| Año  | Categoría | Grabación                              | Resultados |
| ---- | --------- | -------------------------------------- | ---------- |
| 2003 | "Dilemma" | London's Favorite International Single | Ganadora   |

Cosmopolitan Ultimate Women of the Year Awards
| Año  | Categoría       | Grabación               | Resultados |
| ---- | --------------- | ----------------------- | ---------- |
| 2012 | "Kelly Rowland" | Ultimate TV Personality | Ganadora   |

Danish DeeJay Awards
| Año  | Categoría            | Grabación                           | Resultados |
| ---- | -------------------- | ----------------------------------- | ---------- |
| 2010 | When Love Takes Over | Best International Club-Hit         | Nominada   |
| 2010 | When Love Takes Over | Best International Deejay-Favourite | Ganadora   |

Glamour Women of the Year Awards
| Año  | Categoría       | Grabación                  | Resultados |
| ---- | --------------- | -------------------------- | ---------- |
| 2012 | "Kelly Rowland" | TV Personality of the Year | Ganadora   |

Grammy Awards
| Año  | Categoría              | Grabación                                          | Resultados |
| ---- | ---------------------- | -------------------------------------------------- | ---------- |
| 2000 | "Bills, Bills, Bills"  | Best R&B Performance by a Duo or Group with Vocals | Nominada   |
| 2000 | "Bills, Bills, Bills"  | Best R&B Song                                      | Nominada   |
| 2001 | "Say My Name"          | Record of the Year                                 | Nominada   |
| 2001 | "Say My Name"          | Song of the Year                                   | Nominada   |
| 2001 | "Say My Name"          | Best R&B Song                                      | Ganadora   |
| 2001 | "Say My Name"          | Best R&B Performance by a Duo or Group with Vocals | Ganadora   |
| 2002 | "Survivor (single)"    | Best R&B Performance by a Duo or Group with Vocals | Ganadora   |
| 2002 | "Survivor (album)"     | Best R&B Album                                     | Nominada   |
| 2003 | "Dilemma"              | Record of the Year                                 | Nominada   |
| 2003 | "Dilemma"              | Best Rap/Sung Collaboration                        | Ganadora   |
| 2005 | "Lose My Breath"       | Best R&B Performance by a Duo or Group with Vocals | Nominada   |
| 2006 | "Cater 2 U"            | Best R&B Performance by a Duo or Group with Vocals | Nominada   |
| 2006 | "Cater 2 U"            | Best R&B Song                                      | Nominada   |
| 2006 | "Soldier"              | Best Rap/Sung Collaboration                        | Nominada   |
| 2006 | "Destiny Fulfilled"    | Best Contemporary R&B Album                        | Nominada   |
| 2010 | "When Love Takes Over" | Best Dance Recording                               | Ganadora   |
| 2012 | "Motivation"           | Best Rap/Sung Collaboration                        | Nominada   |

International Dance Music Awards
| Año  | Categoría              | Grabación                  | Resultados |
| ---- | ---------------------- | -------------------------- | ---------- |
| 2010 | "When Love Takes Over" | Best Pop Dance Track       | Ganadora   |
| 2010 | "When Love Takes Over" | Best House/Dance Track     | Nominada   |
| 2010 | "When Love Takes Over" | Best Music Video           | Nominada   |
| 2011 | "Commander"            | Best R&B/Urban Dance Track | Nominada   |

MTV Europe Music Awards
| Año  | Categoría              | Grabación | Resultados |
| ---- | ---------------------- | --------- | ---------- |
| 2009 | "When Love Takes Over" | Best Song | Nominada   |

MTV Latin America 
| Año  | Categoría              | Grabación                                   | Resultados |
| ---- | ---------------------- | ------------------------------------------- | ---------- |
| 2010 | "When Love Takes Over" | Best Live Performance at "Los Premios 2009" | Nominada   |

MTV Video Music Award
| Año  | Categoría | Grabación      | Resultados |
| ---- | --------- | -------------- | ---------- |
| 2002 | "Dilemma" | Best R&B Video | Nominada   |

MTV Video Music Awards Japan
| Año  | Categoría              | Grabación        | Resultados |
| ---- | ---------------------- | ---------------- | ---------- |
| 2010 | "When Love Takes Over" | Best Dance Video | Nominada   |

NRJ Music Awards
| Año  | Categoría            | Grabación        | Resultados |
| ---- | -------------------- | ---------------- | ---------- |
| 2010 | When Love Takes Over | Song of the Year | Nominada   |

Soul Train Awards
| Año  | Categoría     | Grabación              | Resultados |
| ---- | ------------- | ---------------------- | ---------- |
| 2011 | "Motivation"  | Best Dance Performance | Nominada   |
| 2011 | "Motivation"  | Song of the Year       | Ganadora   |
| 2011 | Kelly Rowland | Best R&B/Soul Artist   | Nominada   |

Teen Choice Awards
| Año  | Categoría     | Grabación          | Resultados |
| ---- | ------------- | ------------------ | ---------- |
| 2003 | Kelly Rowland | Hip-Hop/R&B Artist | Nominada   |

TMF Awards Holland
| Año  | Categoría     | Grabación                     | Resultados |
| ---- | ------------- | ----------------------------- | ---------- |
| 2003 | Kelly Rowland | Best R&B International artist | Ganadora   |
| 2003 | "Dilemma"     | Best video international      | Ganadora   |

World Music Awards
| Año  | Categoría              | Grabación           | Resultados |
| ---- | ---------------------- | ------------------- | ---------- |
| 2010 | "When Love Takes Over" | World's Best Single | Nominada   |

## Filmografía

### Cine
- 1999 Beverly Hood
- 2003 Freddy vs. Jason
- 2004 The Seat Filler
- 2008 Astérix at the Olympic Games
- 2012 The Goree Girls
- 2012 God Save My Shoes[51]
- 2012 Think Like a Man
- 2020 Bad Hair
- 2022 The Curse of Bridge Hollow
- 2024 Mea Culpa

### TV
- 1998 Smart Guy
- 2002 The Hughleys
- 2002 Taina
- 2003 American Dreams
- 2003 Eve
- 2006 Girlfriends
- 2007 Clash of the Choirs
- 2009 The Fashion Show (US)
- 2010 Brandy and Ray J: A Family Business
- 2010 The Spin Crowd
- 2010 When I Was 17
- 2010 X Factor (Germany)
- 2010 The X Factor (Australia)
- 2010 La La's Full Court Wedding
- 2010 The A-List: New York
- 2011 Kourtney and Kim Take New York
- 2011 Single Ladies
- 2011 Bag of Bones
- 2011 The X Factor (UK)
- 2011 Keeping Up with the Kardashians
- 2012 La La's Full Court Life
- 2012 Everybody Dance Now
- 2012 What Would Dylan Do
- 2013 The X Factor (Usa)
- 2017 The Voice (Australia)
- 2018 The Voice (Australia)
- 2019 The Voice (Australia)

## Ayudas benéficas
- 2003 - Present: Dark and Lovely Haircare
- 2005: WalMart-Christmas Celebration Sale with Destiny's Child
- 2005: McDonald's with Destiny's Child
- 2007: Vaseline Intensive Care SkinVoice Campaign
- 2007: ABC/ESPN College Football
- 2007: MTV Switch Environmental Awareness Campaign
- 2007: Goody Comfort Meets Cause Breast Cancer Awareness Campaign
- 2007: Electronic Arts Sports - Sims 2: Castaway Video Game
- 2007: MTV Staying Alive AIDS Awareness Campaign
- 2007: BET Rap-It-Up AIDS Awareness Campaign
- 2007: MTV Staying Alive